# Pseudomicrargus
Pseudomicrargus är ett släkte av spindlar. Pseudomicrargus ingår i familjen täckvävarspindlar.
Kladogram enligt Catalogue of Life:
| Pseudomicrargus | \| \| Pseudomicrargus acuitegulatus \| \| \| \| \| \| Pseudomicrargus asakawaensis \| \| \| \| \| \| Pseudomicrargus latitegulatus \| \| \| \| |
|                 | \| \| Pseudomicrargus acuitegulatus \| \| \| \| \| \| Pseudomicrargus asakawaensis \| \| \| \| \| \| Pseudomicrargus latitegulatus \| \| \| \| |
|                 | Pseudomicrargus acuitegulatus |
|                 | |
|                 | Pseudomicrargus asakawaensis |
|                 | |
|                 | Pseudomicrargus latitegulatus |
|                 | |